# Findlingspark Henzendorf
Der Findlingspark Henzendorf befindet sich im Naturpark Schlaubetal in Brandenburg, südwestlich des Dorfes Henzendorf.

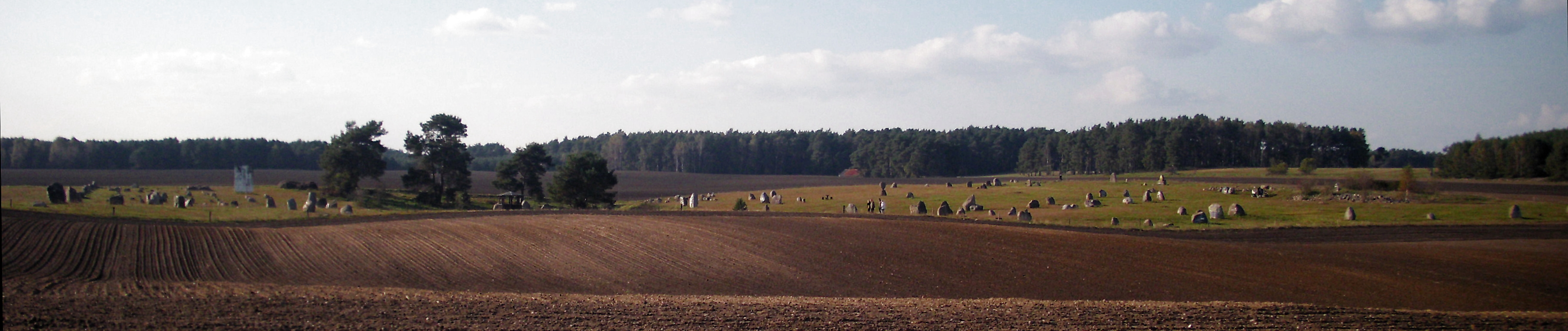
Panorama Findlingspark Henzendorf

## Geschichte
Der Berliner Bildhauer Ulrich Thiel (* 22. September 1942; † 7. April 2004) war der erste Leiter des Findlingsparks. Im Jahr 1992 wurde auf seine Initiative hin begonnen, nach historischen Vorlagen von Künstlern große Findlinge gestalten zu lassen. Als Grundlage wurden 1000 Findlinge aus den Tagebaugebieten Nochten und Döbern genutzt. Die Kopien hethitischer und keltischer Kunst wurden durch die polnischen Künstler Kazimierz Krewniak und Adam Sobiraj geschaffen. Nach dem Umzug des ersten Findlingsparks in die Heide von Henzendorf, übernahm der ortsansässige Landschaftspflegeverband 1997 die Trägerschaft. Die gestalteten Steine finden sich auf vier Hektar Fläche als Dauerleihgabe der Künstler. Die Steine wurden geordnet nach hethitischen, germanischen und keltischen Motiven.
Entlang des etwa drei Kilometer langen Weges von Henzendorf nach Reicherskreuz sollen über 2000 Findlinge auf dem Weg der Steine die menschliche Entwicklung der vergangenen 2000 Jahre dokumentieren. Einige dieser Findlinge zeigen durch Bearbeitung die Sicht der Künstler auf die Zeitgeschichte. Mit dem Deutsch-Polnischen Bildhauer-Pleinair im Juni 1999 entstanden durch vier deutsche und einen polnischen Bildhauer die ersten individuellen Arbeiten.
Im Herbst 2007 wurde der geologische Lehrpfad eingeweiht. Detailliert beschriftete Steine geben Einblick zur Gesteinsart und dem Ursprung der Findlinge. Der Leitgeschiebebestand stammt überwiegend aus der umliegenden Feldflur und wurde durch Findlinge aus dem ehemaligen geologischen Lehrpfad bei Eisenhüttenstadt und dem Tagebau Jänschwalde ergänzt, um dem Besucher einen Einblick in die Gletscherbewegung der pleistozänen Vereisung zu geben.

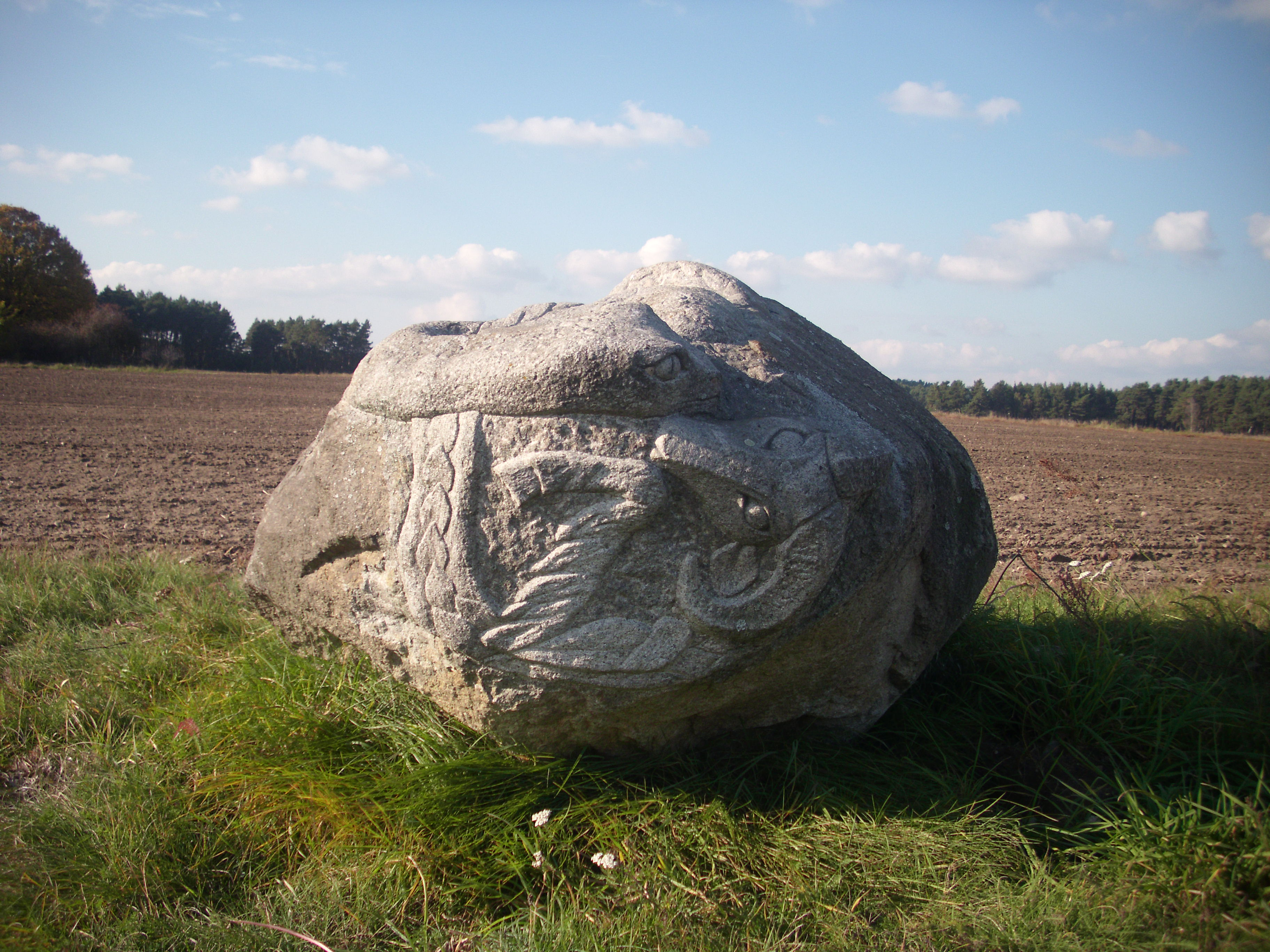
Schlange und Widder am Weg der Steine
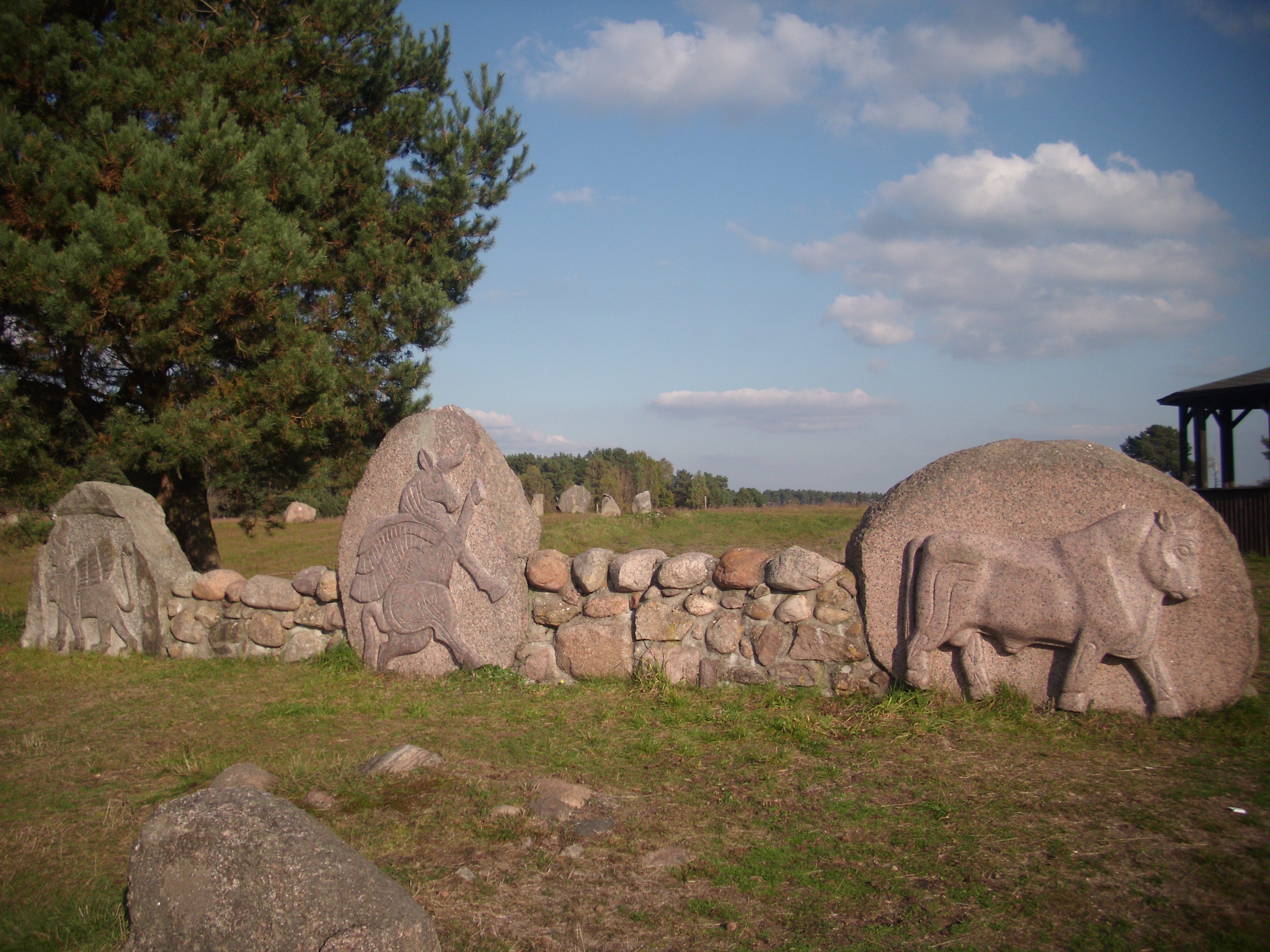
Reliefmauer, Symbol des guten Jahres, Einhorn, Himmelsstier
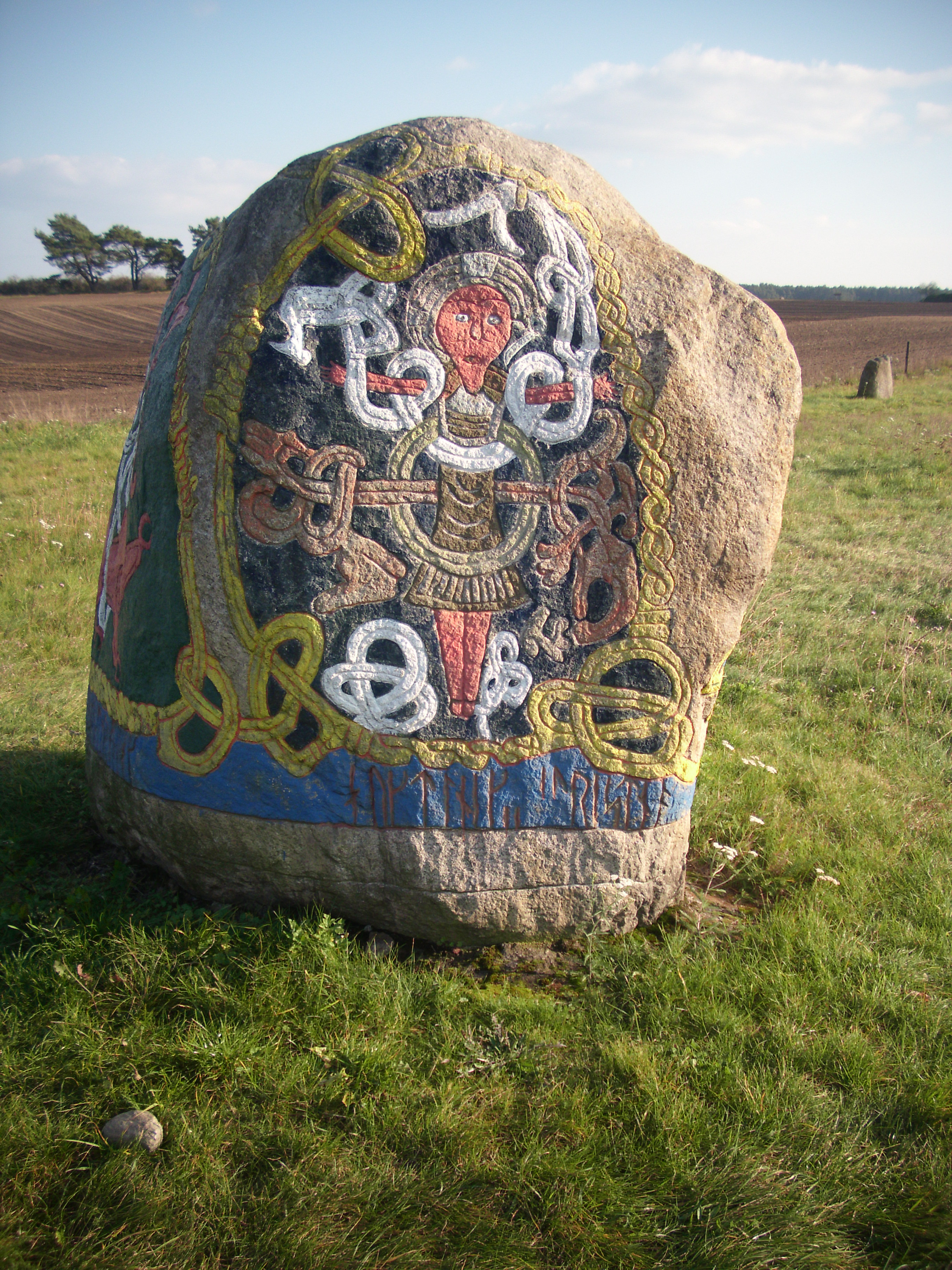
Germanisches Motiv
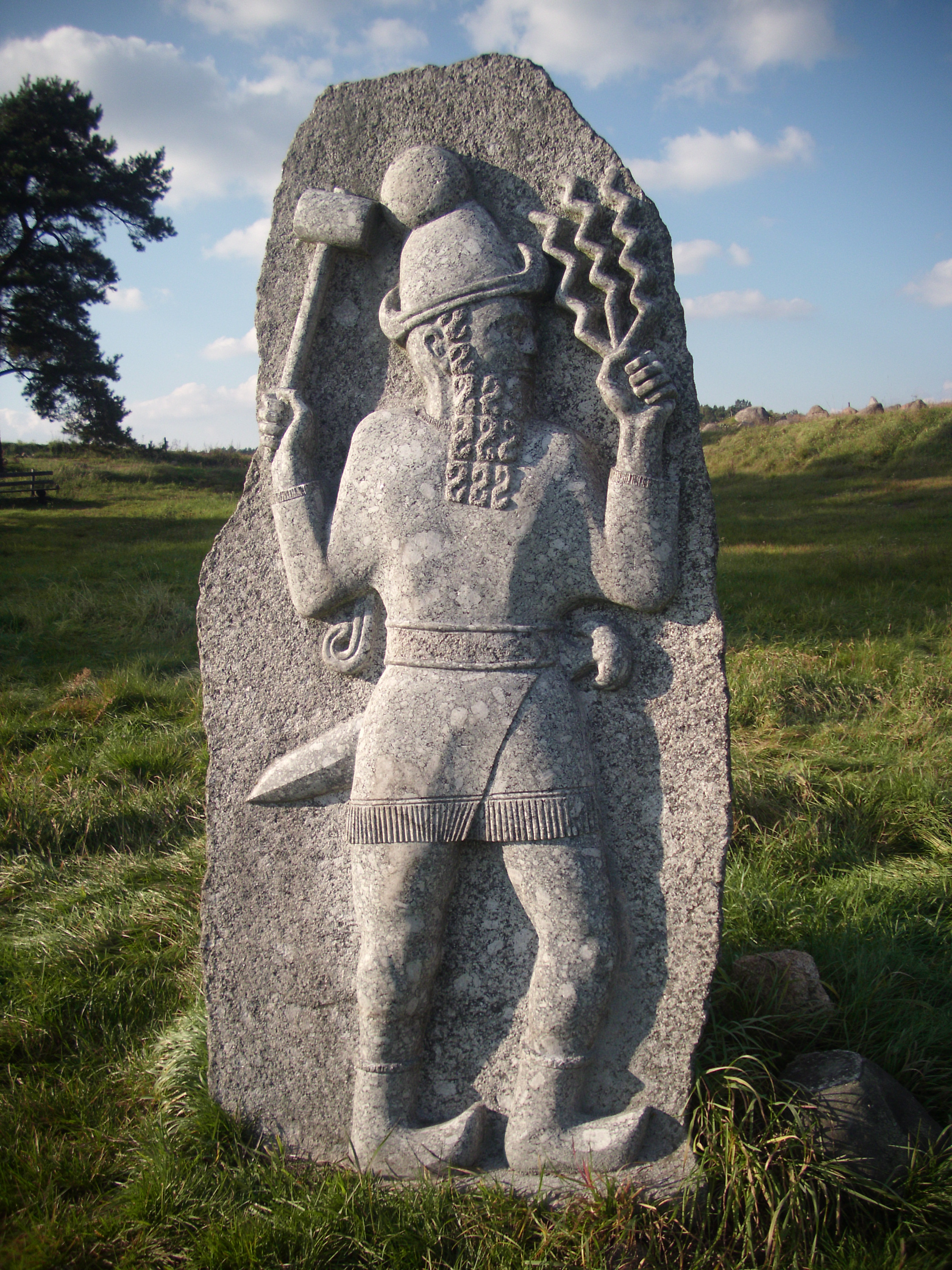
Hethitischer Kriegsgott, Weltgott Teschub
Migmatit im geologischen Lehrpfad